# Улму (Бреїла)
Улму (рум. Ulmu) — село у повіті Бреїла в Румунії. Входить до складу комуни Улму.
Село розташоване на відстані 112 км на північний схід від Бухареста, 60 км на південний захід від Бреїли, 134 км на північний захід від Констанци, 76 км на південний захід від Галаца.

## Населення
За даними перепису населення 2002 року у селі проживали 3250 осіб. Рідною мовою 3248 осіб (99,9%) назвали румунську.
Національний склад населення села:
| Національність | Кількість осіб | Відсоток |
| -------------- | -------------- | -------- |
| румуни         | 3236           | 99,6%    |
| цигани         | 12             | 0,4%     |